# هيبوكزانتين-غوانين فوسفوريبوزيل-ترانسفيراز
| هيبوكزانتين-غوانين فوسفوريبوزيل-ترانسفيراز              | هيبوكزانتين-غوانين فوسفوريبوزيل-ترانسفيراز |
| أرقام التعريف                                           | أرقام التعريف                              |
| ------------------------------------------------------- | ------------------------------------------ |
| رقم التصنيف الإنزيمي                                    | 2.4.2.8                                    |
| رقم التسجيل CAS                                         | 9016-12-0                                  |
| قواعد البيانات                                          |                                            |
| قاعدة بيانات الإنزيم                                    | راجع IntEnz                                |
| قاعدة بيانات براونشفايغ                                 | راجع BRENDA                                |
| إكسباسي                                                 | راجع NiceZyme                              |
| موسوعة كيوتو                                            | راجع KEGG                                  |
| ميتاسيك                                                 | المسار الأيضي                              |
| بريام                                                   | ملف التعريف                                |
| تركيب بنك بيانات البروتين                               | RCSB PDB PDBe PDBsum                       |
| الأونتولوجيا الجينية                                    | AmiGO / EGO                                |
| بحث ببمد سنترال مقالات ببمد مقالات أن سي بي آي بروتينات |                                            |
| بحث                                                     |                                            |
| ببمد سنترال                                             | مقالات                                     |
| ببمد                                                    | مقالات                                     |
| أن سي بي آي                                             | بروتينات                                   |
|                                                         |                                            |

| بحث         | بحث      |
| ----------- | -------- |
| ببمد سنترال | مقالات   |
| ببمد        | مقالات   |
| أن سي بي آي | بروتينات |
|             |          |

HGPRT catalyzes the following reactions:
| Substrate  | Product                 | Notes                                                            |
| ---------- | ----------------------- | ---------------------------------------------------------------- |
| هيبوزانتين | حمض الإينوسينيك         | —                                                                |
| غوانين     | غوانوسين أحادي الفوسفات | Often called HGPRT. Performs this function only in some species. |
| زانثين     | زانثوسين أحادي الفوسفات | Only certain HPRTs.                                              |

## وظيفته
وظائف HGPRTase في المقام الأول هو إنقاذ البيورينات من الحمض النووي المتدهور وإعادة البيورين إلى مسارات الاصطناعية الصحيحة. حيث في هذا الدور، يحفز في رد الفعل بين الجوانين وبيروفسفات فسفوريبوزيل .

## دوره في المرض
طفرات في الجين يؤدي إلى فرط حمض يوريك الدم ،فبعض الأشخاص لديهم جزئية (تصل إلى أقل من 20٪ من نشاط الانزيم) مما يسبب مستويات عالية من حمض اليوريك في الدم، الأمر الذي يؤدي إلى تطوير التهاب المفاصل ملطخ بالدم، وتشكيل حصوات حمض اليوريك في المسالك البولية. وقد سمي هذا الشرط بمتلازمة كيلي .
وايضا يسبب مرض متلازمة ليش نيهان- التي يرجع سببها إلى طفرات في هذا الانزيم مما يؤدي إلى نشاط غير فعالة للغاية لهذا الانزيم.
وايضا قد تم ربط بعض الطفرات هذا الانزيم إلى مرض النقرس ،حيث يتم زيادة خطر الإصابة في فرط حمض يوريك الدم.

## وصلات إضافية
- Hypoxanthine+phosphoribosyltransferase في المكتبة الوطنية الأمريكية للطب نظام فهرسة المواضيع الطبية (MeSH).

- Purine metabolism at genome.jp
- GeneReviews/NCBI/NIH/UW entry on Lesch-Nyhan Syndrome